# 韩国驻青岛总领事馆
大韓民國駐青島總領事館（：／）是韩国外交部在中華人民共和國山東省青島市设立的外交代表機構，主要处理山東與韓國關係及該省境內韓侨、企业以及其他领事事务。总领馆设立于1994年9月，馆址设在城陽区春陽路88号，并在正阳中路185号设有签证申请中心。

## 沿革
日本占领朝鲜半岛后，青岛的朝鲜侨民事务由日本驻青岛总领事馆代理，直至日本投降。1946年，大韩民国临时政府组成驻华代表团韩侨宣抚团，韩侨宣抚团华北区特派员赵志英兼任华北区宣抚团青、济分团团长。1947年，各地宣抚团奉命撤销，青、济分团改为韩国驻华代表团华北办事处青岛事务所，继续处理其侨民事务。由韩侨赵敬渊为所长，赵志英为副所长。1948年1月28日，韩侨全部撤离青岛，韩国驻青岛事务所撤销。
1993年中韩两国政府签署在青岛市设立总领事馆的协议。1994年8月16日，韩国驻青岛总领事金浩泰到青任职。9月12日，韩国设立驻青岛总领事馆。馆址早年设在市南区南海路9号汇泉王朝大酒店3楼，又于2001年迁至崂山区秦岭路17号韩中贸易中心，随后在2006年迁至香港东路101号，2015年迁入今址。

## 历任总领事
| 姓名       | 任期                         |
| ---------- | ---------------------------- |
| 金浩泰（김호태） | 1994年8月16日—1996年8月10日  |
| 韓和吉（한화길） | 1996年8月29日—1998年8月27日  |
| 全鎣洙（전형수） | 1998年9月23日—2000年3月6日   |
| 琴秉穆（금병목） | 2000年3月10日—2002年8月19日  |
| 朴鍾先（박종선） | 2002年8月22日—2004年3月10日  |
| 辛亨根（신형근） | 2004年3月15日—2006年9月18日  |
| 金善興（김선흥） | 2006年9月22日—2009年2月26日  |
| 俞載賢（유재현） | 2009年4月23日—2012年2月25日  |
| 黄勝炫（황승현） | 2012年2月29日—2015年3月27日  |
| 李壽尊（이수존） | 2015年4月8日—2018年1月2日    |
| 朴鎮雄（박진웅） | 2018年1月10日—2020年11月27日 |
| 金敬翰（김경한） | 2020年12月4日—2024年1月26日  |
| 柳昌秀（류창수） | 2024年2月7日—至今            |

## 相关链接
- 官方网站